# Kazoo

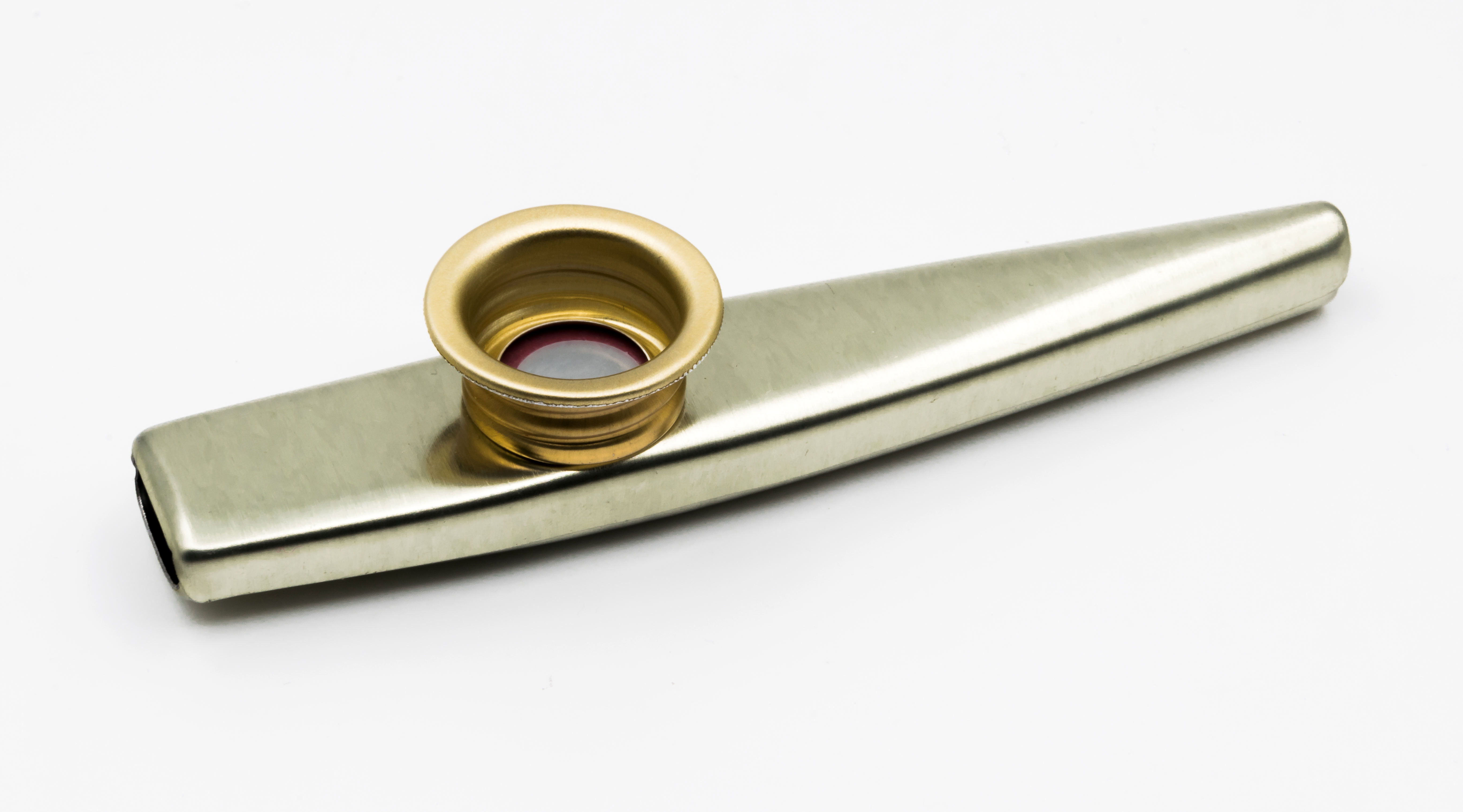
Kovové kazoo

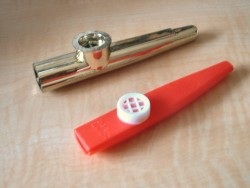
Různá kazoo

Kazoo ([kɛˈzuː], hovorově [kazu]) je druh membranofonu, přesněji mirlitonu, tedy dechový hudební nástroj (aerofon), který vydává prostřednictvím vibrací papírové membrány specifický „bzučivý“ zvuk.
3. července 2008 překonala Konference mladých Americké evangelické svobodné církve (Evangelical Free Church of America Youth Conference) v Salt Lake City v USA s 5 300 hráči, kteří 5 minut na kazoo hráli melodii Amazing Grace, někdejší Guinnessův rekord (3 800 lidí).